# Halenia hoppii
Halenia hoppii là một loài thực vật có hoa trong họ Long đởm. Loài này được Reimers mô tả khoa học đầu tiên năm 1929.